# Proctacanthus rufiventris
Proctacanthus rufiventris är en tvåvingeart som beskrevs av Macquart 1838. Proctacanthus rufiventris ingår i släktet Proctacanthus och familjen rovflugor. Inga underarter finns listade i Catalogue of Life.